# Isydora Kossatsch-Boryssowa

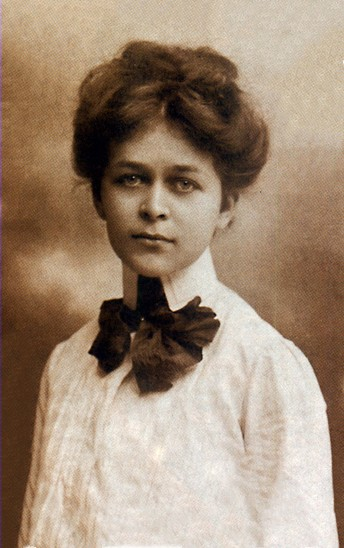
Isydora Kossatsch-Boryssowa

Isydora Petriwna Kossatsch-Boryssowa (ukrainisch Ізидора Петрівна Косач-Борисова, * 21. März 1888 in Kolodjaschne, Gouvernement Wolhynien, Russisches Kaiserreich; † 12. April 1980 in Piscataway) war eine ukrainisch-sowjetische Agrarwissenschaftlerin, Lehrerin, Publizistin und Übersetzerin.

## Biografie
Isydora war das sechste Kind von Olena Ptschilka und Petro Kossatsch. Sie erhielt ihre Grundschulausbildung zu Hause unter der Aufsicht ihrer älteren Geschwister. Lessja brachte ihr Französisch und Klavierspielen bei. Isydora pflanzte auf dem Gelände des heutigen Museums über Lessja Ukrajinka in Kolodjaschne einen Birnenbaum, der bis heute steht und nach ihr benannt ist. 1905 absolvierte sie das Gymnasium in Kiew, danach einen Landwirtschaftskurs für Frauen in Sankt Petersburg und schließlich 1911 das Kiewer Polytechnische Institut in der Fachrichtung Agrarwissenschaften. Sie war eine der ersten 16 Frauen, die an der Fakultät für Landwirtschaft studierten.
Nach der Heirat mit dem Agrarwissenschaftler Jurij Boryssow begann sie ihre berufliche Laufbahn an einer Forschungsstation für Weinbau und Weinherstellung in Chișinău. Später arbeitete sie in Kamjanez-Podilskyj, wo sie an einem Gymnasium und einer landwirtschaftlichen Fachschule Chemie unterrichtete. Seit 1925 lebte sie in Kiew. Sie arbeitete als Agrarwissenschaftlerin in der Region Kiew, lehrte am Institut für Agrartechnik in Bila Zerkwa und an der Nationalen Landwirtschaftlichen Universität. Sie übersetzte auch für den Staatsverlag aus dem Französischen.
Ab Ende der 1920er Jahre wurden in der Sowjetunion ukrainische Intellektuelle verfolgt. Jurij wurde 1930 in die Region Wologda geschickt. 1937 wurde Isydora von zwei ihrer Studenten denunziert, die ihr vorwarfen gesagt zu haben, dass die Ukraine und ihr Reichtum von Moskau kontrolliert werden. Sie wurde am 11. September wegen dem Verdacht, ein „konterrevolutionäres Element“ und eine „Volksfeindin“ zu sein, verhaftet. Am 1. Oktober 1937 wurde sie wegen der Beteiligung an einer ukrainischen konterrevolutionären Organisation, aktiver konterrevolutionärer Arbeit und dem Kontakt mit Verwandten im Ausland angeklagt. Sie unterzeichnete den Haftbefehl, bekannte sich jedoch nicht schuldig. Am 20. November 1937 erließ die Troika eine Entscheidung, in der Isydora beschuldigt wurde, unter den Studenten der Nationalen Landwirtschaftlichen Universität „konterrevolutionäre Aktivitäten durchgeführt und provokative Gerüchte verbreitet“ zu haben. Die Strafe betrug acht Jahre Arbeitslager. Sie verbüßte ihre Strafe in einem Gulag in der Region Archangelsk, wo sie einen Wald abholzte. Sie litt während der Gefangenschaft an Myokarditis und Gicht.
Von dort aus schrieb sie Briefe an das Präsidium des Obersten Sowjets und an Nadeschda Krupskaja. Sie bat nicht um Begnadigung, sondern um die Notwendigkeit, die ihr vorgeworfenen Verbrechen unparteiisch aufzuklären. Den Vernehmungsprotokollen aus dem Exil zufolge bekannte sie sich nie schuldig. Wie aus ihren Briefen hervorgeht, glaubte sie, dass der Fehler korrigiert werden würde. Sie erhielt von keinen eine Antwort. Durch die sowjetische Besetzung Ostpolens wurde das Gebiet der USSR erweitert. Im Herbst 1939 besuchte eine repräsentative Delegation der USSR Galizien. In Czernowitz erkundigte sich Olha Kobyljanska, eine alte Freundin Lessjas, sich beim Volkskommissar für Bildung der USSR nach dem Befinden ihrer Schwestern. Als die sowjetischen Delegierten nach Kiew zurückkehrten erfuhren sie, dass die jüngste Schwester ihre Strafe in einem Lager im Norden verbüßte. Ihr Fall wurde durch die Bemühungen der ukrainischen Intellektuellen und aufgrund der bevorstehenden Feierlichkeiten zum 70. Geburtstag ihrer Schwester Lessja überprüft. Isydora wurde im November 1939 freigelassen und kehrte 1940 nach Kiew zurück. Sie war an der Durchführung von Veranstaltungen zum Jubiläum beteiligt.

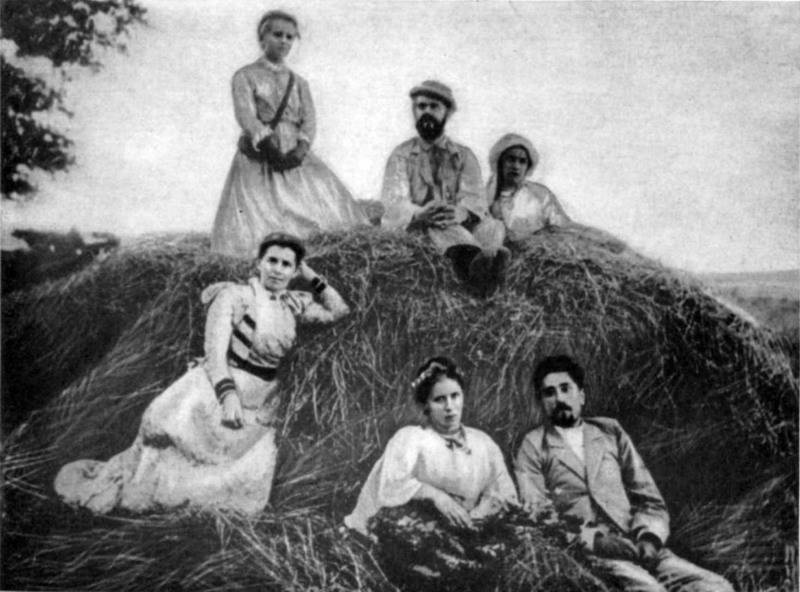
In Selenyj Haj aufgenommenes Foto vom Juli 1898. Isydora ist oben links, ihre Mutter Olena unten links und Lessja ist rechts daneben.

Während der deutschen Besatzung im Großen Vaterländischen Krieg stand Isydora mit den Mitgliedern des Melnyk-Flügels der Organisation Ukrainischer Nationalisten (OUN) in Verbindung. Sie wurde in den von Oleh Olschytsch und anderen Nationalisten gegründeten Ukrainischen Nationalrat, der zum Kern der künftigen unabhängigen Ukraine werden sollte, gewählt. Aus diesem Grund wurde sie zusammen mit anderen Mitgliedern der OUN im Februar 1942 in ein Gefängnis der Geheimen Staatspolizei geschickt. Später wurde sie entlassen.
Im Herbst 1943 wanderte sie mit ihrer Tochter und ihren Enkelkindern aus. Sie sagte sie tat dies, damit die ihr nahestehenden Menschen nicht belästigt werden. Nach einem Aufenthalt in einem Lager für Vertriebene in Neu-Ulm lebte sie bis 1949 in Augsburg und die Familie zog im Dezember desselben Jahres in die Vereinigten Staaten, wo Isydora bis zu ihrem Lebensende lebte. Die Familie ließ sich in der Stadt New Market (New Jersey) nieder.
Isydora arbeitete mit öffentlichen Frauenorganisationen zusammen und wurde zur Ehrenvorsitzenden des Komitees der Ukrainischen Freien Akademie der Wissenschaften in den USA. Sie schrieb Memoiren über ihre Mutter Olena, ihre Schwester Lessja, Mykola Lyssenko und ihre ehemaligen Wohnorte Kolodjaschne und Selenyj Haj, einem Stadtteil von Hadjatsch. Ihre Erinnerungen an ihren Aufenthalt im Zuchthaus veröffentlichte sie in der Zeitschrift Nasche schyttja, die von der Ukrainischen Akademie der Wissenschaften herausgegeben wurde. 1970 gab die Ukrainische Akademie der Wissenschaften die von Isydoras Schwester Olha Kossatsch-Krywynjuk verfasste Chronologie von Lessja Ukrajinkas Leben und Werk heraus. Isydora half dabei, die darin enthaltenen Abkürzungen, Initialen und Pseudonymen zu entziffern. Ihr Grab befindet sich auf dem St.-Andrew-Friedhof. Sie wurde 1989 rehabilitiert.